# Телевизионный дамский клуб
«ТДК» («Телевизионный дамский клуб») — первый в России телевизионный канал для женщин. Изначально он был создан компанией «Рикор Холдинг» и начал вещание в феврале 2003 года под названием «Интерактивное телевидение Рикор» (ITR). Под нынешним названием канал был перезапущен 22 июля 2003 года.

## История
В 2008 году сменил концепцию и стал телеканалом полезных советов для женщин.
2 марта 2009 года телеканал перешёл на круглосуточное вещание.
19 и 20 января 2012 года в связи с пожаром на московском коллекторе вещание канала было временно приостановлено.
16 ноября 2020 года ночной эфир телеканала вещал по новой сетке вещания с контентом для взрослых:
- «Сексуальная революция» (с 23:00 до 4:30 по московскому времени)
- Телемагазин для взрослых «Интимная зона» (с 1:00 до 3:00 по московскому времени)

В декабре 2020 года ООО «ХШР Медиа» (владелец телемагазина «Home Shopping Russia») приобрела 66,7 % акций ООО «ТДК».
1 мая 2021 года в 10:00 по московскому времени телеканал прекратил вещание (хотя, некоторые кабельные сети продолжали осуществлять его вещание до 1 июня). На его частоте началось вещание медицинского телеканала «Мир здоровья» в формате телемагазина, который проработал в телеэфире лишь месяц. Впоследствии на его частоте стал вещать телеканал «Ювелирия».

## Вещание
Канал создал широкую региональную сеть, в которую входят 560 кабельных операторов. «ТДК» ретранслируют более чем в 60 регионах России, 50 странах Западной Европы, странах Балтии и СНГ. Канал представлен в базовом пакете «НТВ-Плюс», «РИКОР», в сетях крупнейших операторов таких как «СТРИМ», «Билайн ТВ», «ЭР-Телеком», «Уфанет». С 1 октября 2010 года канал доступен абонентам «Триколор-Сибирь». Синхронно со спутниковым вещанием идёт трансляция на ведущих Интернет-порталах. Канал смотрят 36 миллионов зрителей со всего мира.
С 29 апреля по 1 июня 2021 года телеканал осуществлял вещание в московской кабельной сети «АКАДО Телеком» в открытом цифровом формате на 35-й кнопке, а на территории ЮВАО г. Москвы — ещё и в аналоговом ТВ на 55-й кнопке.

### Аналоговое вещание (свёрнуто)
- Екатеринбург — 24 ТВК + Областное ТВ
- Ижевск — 34 ТВК
- Краснодар — 21 ТВК, 25 ТВК + Кубань-25 (2003)
- Новокуйбышевск, Самара — 40 ТВК + ТВН
- Ростов-на-Дону — 30 ТВК + ТК Анта (до 03.2010), 35 ТВК + Теле-Икс + Дон-ТР-Альфа + Rambler Телесеть (08.2003-20.05.2004), 38 ТВК + Альтернатива (ночью, до 06.2005) + Мир (до 07.03.2005)
- Санкт-Петербург — 5 ТВК + ТВ Гатчины, 34 ТВК [цифра], 46 ТВК (8:00-1:00) + ТВ Балтик
- Томск — 37 ТВК
- Саров — 10 ТВК (вт, ср, вс — 18:00-0:00, сб — 14:00-0:00) + Канал-16 + Сети НН + ННТВ

## Рейтинги
По данным исследований «TNS Россия» аудитория канала состоит из 75 % женщин и 25 % мужчин, в основном это обеспеченные женщины от 16 до 54 лет, имеющие высшее или неполное высшее образование. В большинстве случаев это молодые матери, женщины в декретном отпуске, домохозяйки специалисты и руководители различных уровней.

## Программы
| Название                                                                                                | Даты прямого эфира                                                                                     | Жанры                                     | Ведущий(е) |
| --- | --- | ----------------------------------------- | --- |
| Fashion TV                                                                                              | 12 апреля 2004 — 31 июля 2006                                                                          |                                           | |
| Автоледи                                                                                                | |                                           | |
| Будьте здоровы                                                                                          | 22 июля — 13 декабря 2003                                                                              |                                           | |
| В мире чудес                                                                                            | | документальный сериал                     | |
| Ваш доктор                                                                                              | 24 декабря 2006 — 30 апреля 2021                                                                       |                                           | Анна Березина, Наталья Береснева, Ирина Иваницкая, Надежда Мичурина-Счастливенко, Мария Фаддеева, Ольга Фёдорова, Евгения Филатова |
| Деловая женщина                                                                                         | 10 ноября — 13 декабря 2003                                                                            |                                           | |
| Дом живых историй                                                                                       | |                                           | |
| Женский характер                                                                                        | |                                           | |
| Жизнь прекрасна!                                                                                        | 11 — 13 июля 2003                                                                                      |                                           | |
| Зеркало жизни                                                                                           | 17 мая 2004 — 5 июня 2014                                                                              | развлекательно-публицистическая программа | Дмитрий Бурлаков, Наталья Земская, Ирина Клочкова, Алла Кротова, Оксана Маложен |
| Имею право                                                                                              | 8 июля 2010 — 6 января 2011                                                                            |                                           | |
| Истории успеха                                                                                          | 17 мая 2004 — 5 июня 2014                                                                              |                                           | Анна Березина, Оксана Мшвелидзе |
| Клуб заботы о себе                                                                                      | |                                           | Александр Державин |
| Красота и здоровье                                                                                      | 2005 — 6 сентября 2009                                                                                 |                                           | Елена Буйвидис, Ольга Долгих, Оксана Мшвелидзе, Евгения Филатова |
| Красотка                                                                                                | 22 июля 2003 — 30 апреля 2021                                                                          |                                           | Наталья Береснева, Анна Березина, Елена Буйвидис, Ирина Иваницкая, Оксана Мшвелидзе, Евгения Филатова |
| Крутой вираж                                                                                            | 2017 — 2018                                                                                            |                                           | |
| Культ наличности                                                                                        | |                                           | |
| Лотерея «Бинго»                                                                                         | |                                           | |
| Макс-парад. Рейтинг зрительских симпатий                                                                | 3 апреля — 31 июля 2004                                                                                | музыкальная программа, хит-парад          | |
| Мода / Мода и мы                                                                                        | 3 апреля — 30 сентября 2004                                                                            |                                           | |
| Мудрое утро (позже — С добрым утром, любимая!)                                                          | 11 июля 2003 — 5 июня 2014                                                                             | музыкально-информационная программа       | |
| Музыка на канале                                                                                        | 15 ноября 2003 — 6 сентября 2009                                                                       | российские музыкальные видеоклипы         | |
| Музыкальный каприз / Вечерний каприз                                                                    | 15 ноября 2003 — 30 сентября 2004                                                                      |                                           | |
| Наши дети                                                                                               | 1 ноября 2004 — 30 апреля 2021                                                                         |                                           | Анна Березина, Наталья Береснева, Мария Григорьева, Ирина Иваницкая, Наталья Москалева, Светлана Столбунец, Евгения Филатова |
| Непознанное. Предсказание судьбы (с 1 октября 2004 года — Ваш личный парапсихолог, Ваш личный психолог) | 12 июля 2003 — 30 апреля 2021                                                                          |                                           | Амина (фамилия), Ангелина (фамилия), Арктура (фамилия), Анна Березина, Наталья Берестова, Раиса Благова, Марина Борман, Дарья Бородина, Надежда Босса (Александра Кашапова), Алина Вальман, Нина Варламова, Велена (фамилия), Владимира (фамилия), Ксения Волх, Людмила Галактионова, Валентина Гор, Лика Гордаски, Виктория Громова, Дармира (фамилия), Ильмира Дербенцева, Егор (фамилия), Елизавета (фамилия), Анжелика Жарова, Злата (фамилия), Ирина Золотарёва, Ольга Зорина, Алмаз Индиго, Индира (фамилия), Ирина (фамилия), Кира (фамилия), Татьяна Княжева, Ружена Кузина, Ольга Лазаренко, Лейсан (фамилия), Елизавета Лилеева, Лина (фамилия), Людмила (фамилия), Люцилиана (Светлана Сидус), матушка Ольга, Татьяна Машкова, Юлия Мигунова, Милана (фамилия), Милена (фамилия), Мира (фамилия), Дарья Миронова, Наталья Михайлова, Виктория Мороз, Валентина Никитенко, Елена Озерова, Лилиана Роуз, Анфиса Русланова, София (фамилия), Софья (фамилия), Светлана Сура, Тамара (фамилия), Варвара Хорс, Оксана Царёва, Татьяна Цехановская, Юлиан (фамилия), Ядвига (фамилия), Ярослава (фамилия), Яфа (фамилия) |
| Новости шоу-бизнеса (с 31 мая 2004 года — Обо всём, с 1 октября — Дамские новости)                      | 5 сентября 2003 — 16 марта 2006                                                                        | информационно-развлекательная программа   | |
| Открой своё дело                                                                                        | 13 августа 2005 — 12 августа 2006                                                                      |                                           | |
| Погода в доме                                                                                           | 11 июля 2003 — 23 июля 2004                                                                            |                                           | |
| Помоги себе сам                                                                                         | 11 — 13 июля 2003                                                                                      |                                           | |
| Приятного аппетита                                                                                      | 28 июля 2003 — 30 апреля 2021                                                                          |                                           | |
| Сексуальная революция                                                                                   | 1 октября 2004 — 30 апреля 2021 (с 16 ноября 2020 года в ночном эфире «Телевизионного дамского клуба») |                                           | Татьяна Белей, Эвелина Бледанс, Алина Великая, Яна Добрыдень, Ольга Долгих, Антон Зорькин, Алексей Игнатьев, Инна Калиновская, Людмила Липнер, Светлана Мякотина, Анна Яковлева |
| Следы в истории                                                                                         | 12 августа 2006                                                                                        |                                           | |
| Советы ТДК                                                                                              | 22 июля 2003 — 1 мая 2021                                                                              |                                           | |
| Страна людей...                                                                                         | 22 июля — 21 декабря 2003                                                                              |                                           | |
| Твой дом                                                                                                | 11 июля 2003 — 30 апреля 2021                                                                          |                                           | Евгения Филатова, Ирина Иваницкая, Анна Березина, Наталья Береснева, Ольга Долгих, Наталья Москалева |
| Территория моды                                                                                         | 14 апреля — 14 октября 2007                                                                            |                                           | Тамара Гогиберидзе |
| Территория успеха                                                                                       | 11 февраля 2006                                                                                        |                                           | |
| Умные вещи                                                                                              | 1 августа 2003 — 2 декабря 2006                                                                        |                                           | |
| Философия здоровья                                                                                      | 8 июля 2010 — 6 января 2011                                                                            |                                           | |
| Час деловой женщины                                                                                     | 11 — 13 июля 2003                                                                                      |                                           | |
| Экономистка                                                                                             | 5 — 28 сентября 2003                                                                                   |                                           | |

## Телемагазины
| Название                                 | Даты прямого эфира | Жанры       | Ведущий(е) | Эксперт(ы)                                                                  | Модель(и) |
| ---------------------------------------- | --- | ----------- | --- | --------------------------------------------------------------------------- | --- |
| BOUTIQUE TV                              | 2016 — 2018 |             | Александра Горбачёва, Джульетта Дягилева, Евгения Николаева-Чернышёва, Екатерина (фамилия), Инна Рубин, Кристина Русанова |                                                                             | |
| Всё лучшее, для Вас!                     | 1 января 2007 — 24 сентября 2012, 2020 — 2021                                                                                  | телемагазин | |                                                                             | |
| Платинум ТВ                              | |             | |                                                                             | |
| Телемагазин                              | 2004 — 2021 |             | |                                                                             | |
| Телемагазин для взрослых «Интимная зона» | с 16 ноября 2020 года ночной эфир «Телевизионного дамского клуба» начал вещать по новой сетке вещания с контентом для взрослых |             | Марина Бобровская, Ангелина Фролова |                                                                             | |
| Товары любимым                           | 2003 — 2014 |             | |                                                                             | |
| Шарм ТВ                                  | 2017 — 31 август 2020 |             | Мира Алекса, Марат Бедретдинов, Елена Брик, Наталья Винтер, Павел Давыдовский, Юлия Коновалова, Ольга Лысак, Мария Фаддеева, Виктория Черкасова, Дина Чернявская, Ольга Чопорова, Олеся Юричева | Мира Алекса, Виктория Парнева, Наталья Тищенко, Алёна Трунова, Анна Фатеева | Светлана Жукова, Виктория Кубышко, Александра Нижегородова, Ольга Овчинникова, Юлия Приходько, Ольга Соловьёва, Елена Ходакова |
| Ювелирия                                 | 1 сентября 2020 — 30 апреля 2021                                                                                               |             | Анастасия (фамилия), Анжелика (фамилия), Александра Бадова, Виктория (фамилия), Кристина Дасарская, Евгения (фамилия), Екатерина (фамилия), Екатерина (фамилия), Мария Зенкова, Мария Кирилкина, Тина Паравян, Наталья Скачкова, Лидия Спевак, Татьяна (фамилия), Оксана Уфимцева, Элина Хаирова, Дина Чернявская, Юлия (фамилия) |                                                                             | |
| Ювелирочка                               | 2014 — 2017 |             | |                                                                             | |

## Викторины
| Название                     | Дата прямого эфира | Жанры                           | Производство        | Ведущие                           |
| ---------------------------- | ------------------ | ------------------------------- | ------------------- | --------------------------------- |
| Ваш каприз                   |                    | интерактивная викторина         | AcTVt               |                                   |
| Викторина                    |                    |                                 |                     |                                   |
| Дамский каприз               |                    | интерактивная викторина         | AcTVt               |                                   |
| Деньги на проводе            |                    | интерактивная викторина         |                     |                                   |
| Игротека                     |                    | интерактивная викторина         | AcTVt               |                                   |
| Классики                     |                    | интерактивная викторина         | ENDEMOL Moscow      |                                   |
| Клуб желаний                 |                    | интерактивная викторина         | AcTVt               |                                   |
| Клубничка                    |                    | интерактивное эзотерическое шоу | VES MEDIA           |                                   |
| Ответы судьбы                |                    | интерактивное эзотерическое шоу | Telemedia InteracTV |                                   |
| Планета экстрима             |                    | интерактивная викторина         | TV Show Production  |                                   |
| Телешанс                     |                    | интерактивная викторина         | Неолайн Медиа       | Вероника Макеева, Нона Джикашвили |
| Удача рядом                  |                    | интерактивная викторина         | AcTVt               |                                   |
| Утренний фреш                | 6 сентября 2009    | интерактивная викторина         | IC Group Production |                                   |
| Шоу «Боузер привлекательный» |                    |                                 |                     |                                   |